# Микроекспресија
Микроекспресија (енгл. Microexpression) су кратки, нехотични изрази лица који који се јављају истовремено са одређеном емоцијом. Обично се јављају у неизвесним ситуацијама, где је у питању губитак или добитак. Постоје три извора израза лица: намештени, спонтани и по инструкцијама. Микроекспресија се јавља када особа намерно покушава да сакрије своје тренутно осећање или када не зна како се у одређеном тренутку осећа. За разлику од обичних израза лица, микроекспресију лица је тешко сакрити. Микроекспресија се односи на основна осећања: срећу, тугу, страх, бес, гађење и изненађење.

## Историја
Појам микроекспресије су 1966. увели психолози Хагард и Ајзак приликом истраживања невербалне комуникације. Рад Хагарда и Ајзака наставио је Пол Екман проучавајући изразе лица у западним и источним културама. Открио је и забележио шест основних осећања заједничких свим културама, као и нека осећања која се нису јављала у свим културама.
Године 1960. Вилијам Ес Кондон је покренуо истраживање о краткотрајним, једва приметним фацијалним изразима. У једном пројекту је, проучавајући кадар по кадар филма од четири секунде, уочио и проучавао фацијалне микропокрете.
Након тог истраживања, амерички психолог Џон Готман почео је да снима понашање парова у љубавним везама како би проучио узајаман утицај чланова пара. Проучавајући изразе лица, Готман је пронашао високу позитивну корелацију између појединих микроизраза и трајања везе.

## Типови
Искрен израз: када особа не покушава да сакрије своје осећање.
Симулирани изрази: када микроизраз није праћен одговарајућом емоцијом.
Неутрални израз: када особа прикрива микроизраз неутралним изразом лица.
Маскирани израз: када је емоција потпуно прикривена неодговарајућим изразом лица.

## У фотографијама и филмовима
Микроекспресија се тешко може приметити, али успорени снимци и фотографије олакшавају њено проучавање. Да би се научило како различита осећања делују на нечији израз лица, Екман предлаже проучавање слика једне особе која показује све емоције под истим условима. Због њиховог кратког трајања микроизразе је врло тешко ухватити обичном камером. Успоравање филма и проучавање сваког кадра посебно, може помоћи истраживачу да пручава емоције и микроизразе, као и њихове фазе. Ова техника је демонстрирана у кратком филму Мајкла Сајмона Туна „Thought Moments“. Пол Екман је на свом сајту разрадио методу проучавања микроизраза.

## Лажи
Не постоји сам знак преваре. Не постоји гест, израз лица ни трзај мишића који указује на то да одређена особа лаже. Постоје само изрази емоција који се не слажу са оним што особа говори. Проучавање микроизраза се користи да би се открило да ли нешто није у реду са изјавом коју је особа дала. Оно не открива лаж, већ открива сакривену емоцију. На основуодређене микроекспресије не би се смело закључити да та особа лаже, веће само да нешто крије.